# こちら港区552
『こちら港区552』はラジオ大阪で断続的に放送されていた情報番組。
2009年10月10日から2010年3月27日までの放送を第1期、2023年1月11日から2025年3月27日までの放送を第2期とする。

## 概要
同番組はラジオ大阪の本社がある大阪市港区の「ヒト」「モノ」「企業」から毎週テーマを設けて、パーソナリティで同局アナウンサーの原田による現地取材やスタジオインタビューからその魅力に迫るトーク番組。
番組タイトルの552は港区の郵便番号で、その名の通り港区の未だ知られざる一面やそこで活動する人々や企業の底力を全国に紹介していく。
第1期は2009年10月10日から2010年3月27日までの半年間に渡り、毎週土曜日の14:30 - 15:00に放送された。2010年3月27日の放送をもって番組は一旦終了したが、ラジオ大阪の本社が大阪市北区から港区に移転して30周年を迎えた2023年に同年1月11日放送分から第1期の終了以来13年ぶりに同一タイトルで放送を再開した。ただ放送時間については第1期では30分間だったが第2期は15分間と半減し、放送曜日も土曜から水曜に変更された。また、当初は3月までの期間限定での放送を予定していたが4月以降も継続して放送され、同年7月6日放送からは放送曜日が水曜から木曜に変更された。放送時間はそのままで17:30 - 17:45に放送された。
第2期は2025年4月の改編に伴い同年3月27日の放送をもって終了。放送期間は当初の放送予定よりも大幅に長い2年2ヵ月だった。

## 放送時間

### 現在
第2期（2023年7月6日 - 2025年3月27日）
- 毎週木曜 17:30 - 17:45

### 過去
第1期（2009年10月10日 - 2010年3月27日）
- 毎週土曜 14:30 - 15:00

第2期（2023年1月11日 - 2023年6月28日）
- 毎週水曜 17:30 - 17:45

## 出演者
パーソナリティ
- 原田年晴（ラジオ大阪アナウンサー）

| スタブアイコン | サブスタブ | この項目は、まだ閲覧者の調べものの参照としては役立たない、ラジオ番組に関連した書きかけの項目です。この項目を加筆・訂正などしてくださる協力者を求めています（P:ラジオ/PJ:放送番組）。 |